# Théophile Onfroy

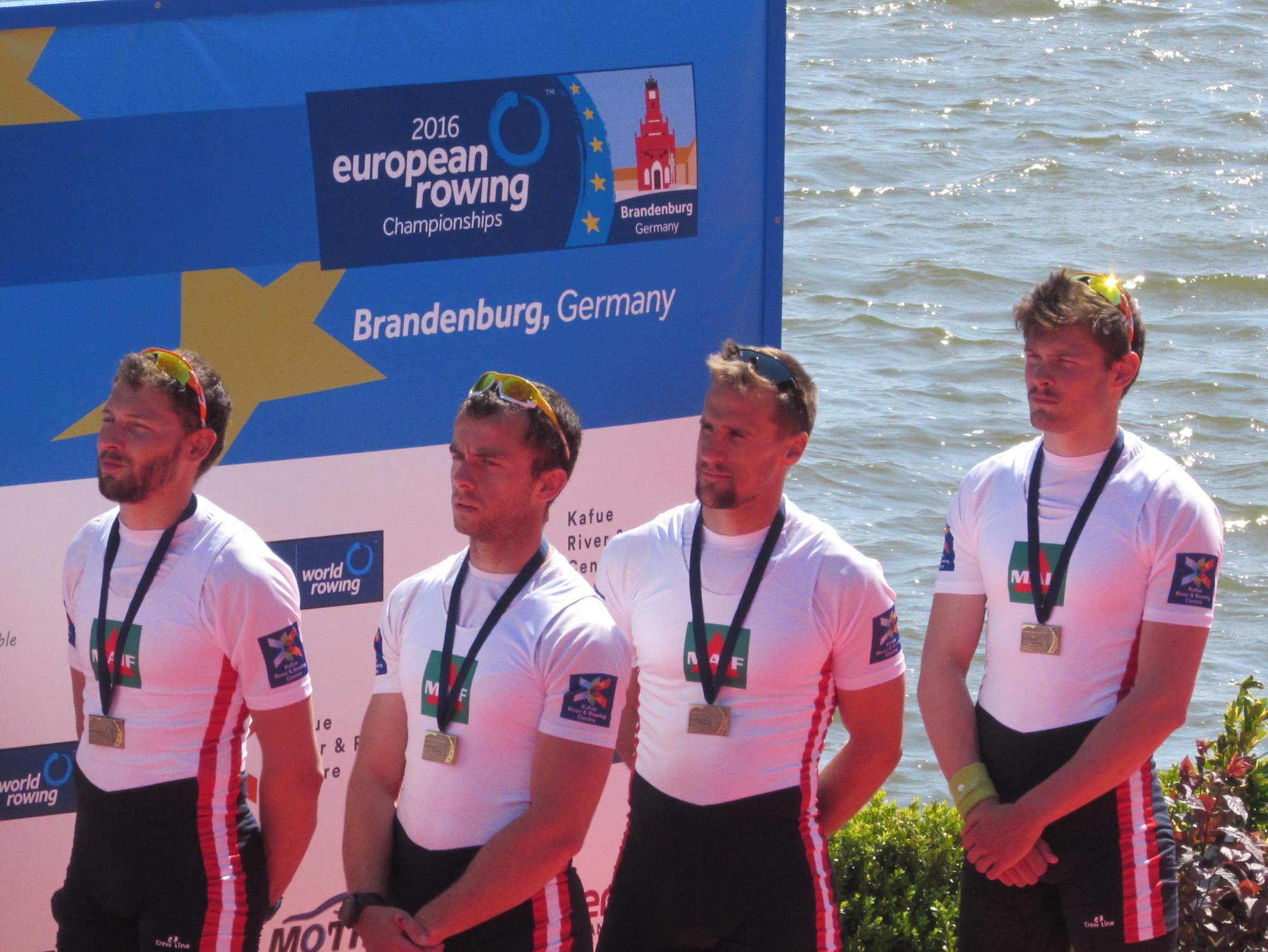
V. l. n. r: T. Onfroy, Marteau, Lang, V. Onfroy bei der Ruder-EM 2016

Théophile Onfroy (* 29. Dezember 1992 in Verdun) ist ein französischer Ruderer, der bis 2015 als Leichtgewichts-Ruderer aktiv war und 2016 zu den Ruderern ohne Gewichtsbeschränkung wechselte.

## Sportliche Karriere
Théophile Onfroy begann 2005 mit dem Rudersport. Bei den U23-Weltmeisterschaften 2012 und 2013 gewann er die Bronzemedaille im Leichtgewichts-Vierer ohne Steuermann. 2014 trat er zusammen mit Clément Duret im Leichtgewichts-Zweier ohne Steuermann an und belegte den vierten Platz bei den Europameisterschaften. Bei den Weltmeisterschaften 2014 ruderten Duret und Onfroy zusammen mit Guillaume Raineau und Franck Solforosi im Leichtgewichts-Vierer ohne Steuermann und erreichten den vierten Platz. 2015 trat Théophile Onfroy mit Augustin Mouterde im Leichtgewichts-Zweier ohne Steuermann an, bei den Europameisterschaften gewannen die beiden die Silbermedaille hinter den Briten Joel Cassells und Peter Chambers. Bei den Weltmeisterschaften 2015 auf dem Lac d’Aiguebelette siegte Joel Cassells mit Sam Scrimgeour vor Mouterde und Onfroy.
2016 trat Théophile Onfroy zusammen mit Mickaël Marteau, Benjamin Lang und seinem Bruder Valentin Onfroy im Vierer ohne Steuermann an und gewann die Bronzemedaille bei den Europameisterschaften. Kurz darauf qualifizierte sich der Vierer in Luzern für die Teilnahme an den Olympischen Spielen in Rio de Janeiro, dort ruderten die Franzosen auf den elften Platz. Bei den Europameisterschaften 2017 siegten im Zweier ohne Steuermann die Italiener Matteo Lodo und Giuseppe Vicino vor den Franzosen Valentin und Théophile Onfroy. Ein Jahr später gewannen die Brüder Onfroy ebenfalls Silber bei den Europameisterschaften, diesmal hinter den kroatischen Brüdern Martin und Valent Sinković. Anderthalb Monate später bei den Weltmeisterschaften in Plowdiw siegten die Kroaten vor dem rumänischen Zweier und den Onfroys.